# Temperature (Sean Paul)
Temperature è una canzone reggae scritta da Sean Paul per il suo terzo album The Trinity del 2005. Temperature si è dimostrato uno dei maggiori successi commerciale del cantante giamaicano, soprattutto negli Stati Uniti, dove seppur rimanendo una sola settimana alla posizione numero uno della Billboard Hot 100 (rispetto alle tre di Get Busy), ha dimostrato una incredibile longevità rimanendo 17 settimane nella top 10.
La canzone usa il riddim “Applause”. Il testo contiene una menzione al calciatore Salvatore Schillaci, capocannoniere di Italia 90.

## Video musicale
Nel video prodotto per Temperature viene mostrato l'alternarsi delle quattro stagioni, rappresentato da elementi piuttosto caratteristici (come le foglie che cadono dagli alberi in autunno o la neve in inverno), mentre si vede un termometro che mostra il rapido aumentare della temperatura all'avvicinarsi dell'estate. nel frattempo viene mostrato Sean Paul che esegue il brano, con diverse ballerine, il cui abbigliamento cambia a seconda della stagione.

## Tracce
UK - CD 1
1. Temperature (Album Version)
2. As Time Goes On (Album Re-Release Version)

UK - CD 2
1. Temperature (Album Version)
2. As Time Goes On (Album Re-Release Version)
3. U A Pro (Non-Album Track)
4. Temperature (Video)
5. Mytone Ringtone

## Classifiche internazionali
| Classifica (2006)                    | Maggiore posizione |
| ------------------------------------ | ------------------ |
| U.S. Billboard Hot 100               | 1                  |
| U.S. Billboard Pop 100               | 2                  |
| U.S. Billboard Hot Rap Tracks        | 2                  |
| U.S. Billboard Hot Ringtones         | 6                  |
| U.S. Billboard Hot R&B/Hip-Hop Songs | 7                  |
| U.S. Billboard Hot Latin Songs       | 10                 |
| World R&B Top 30 Singles             | 1                  |
| World Dance/Trance Top 30 Singles    | 4                  |
| World Singles Official Top 100       | 5                  |
| Canada                               | 2                  |
| Polonia                              | 2                  |
| Francia                              | 4                  |
| Olanda                               | 6                  |
| UK                                   | 11                 |
| Germania                             | 14                 |
| Australia                            | 5                  |
| Svizzera                             | 10                 |
| Irlanda                              | 20                 |
| Austria                              | 19                 |
| Belgio                               | 8                  |
| Svezia                               | 24                 |